# Estados Unidos nos Jogos Pan-Americanos de 1987
Como sede, os Estados Unidos nos Jogos Pan-Americanos de 1987 conquistaram a maior quantidade de medalhas em todas as suas participações no Jogos Pan-Americanos, esta foi a 10ª participação do país e pela nona vez consecutiva conseguiu liderar o quadro de medalhas.
No final da competição os Estados Unidos somaram um total de 370 medalhas, quase 100 a mais que a participação anterior, em Caracas 1983 que por ventura havia sido a melhor colocação da nação nos jogos até então e mais que o dobro da segunda mais bem colocada nação, Cuba.
Os jogos foram sediados em Indianápolis, após as desistências de Santiago do Chile, por problemas financeiros, e Quito no Equador.